# Indígena

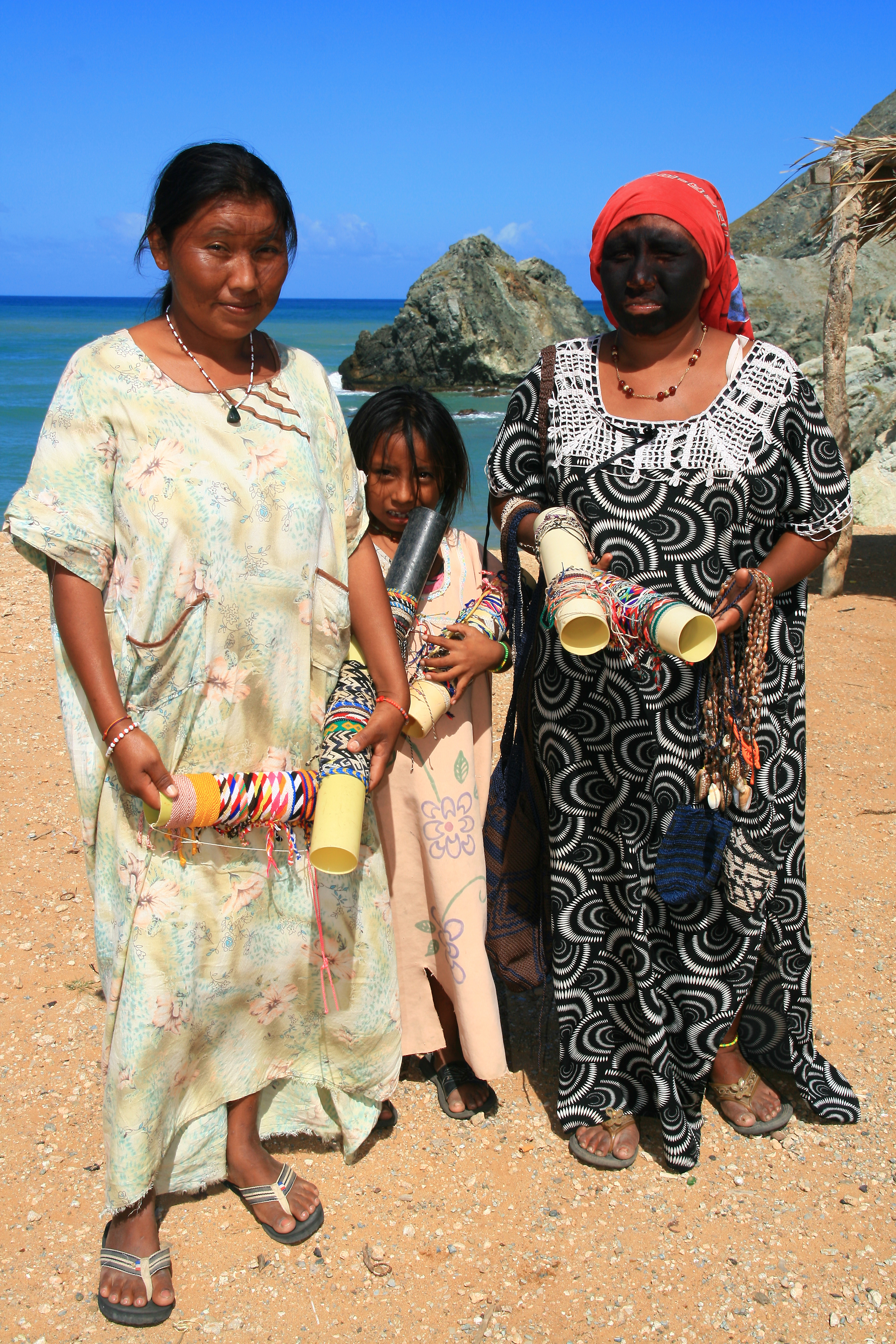
Artesanas wayú en Colombia

Indígena (del latín indigĕna, nacido en un lugar, de indu- dentro, y genus nacido) es un término que, en sentido amplio, se aplica a los pueblos originarios de un territorio, es decir, de aquellos cuyo establecimiento en una región precede a la llegada de otros grupos o cuya presencia se considera suficientemente prolongada y estable como para tenerlos por oriundos. En este sentido, tambien se emplea expresiones como nativo, pueblos originarios, naciones nativas o aborígenes.
En sentido estricto y más habitualmente, el término indígena se usa para referirse a las pueblos que mantienen tradiciones culturales, sociales y organizativas anteriores a la expansión global de la civilización occidental y que han sobrevivido a ella. Suelen identificarse por conservar sistemas propios de organización, espiritualidad, formas de vida y vínculos con el territorio que los distinguen del modelo del Estado-nación moderno.
Los pueblos indígenas frecuentemente constituyen una minoría dentro de estados nacionales, aunque en algunos casos pueden ser mayoría. Estos estados suelen estar organizados según criterios culturales, religiosos, económicas y políticos de raíz europea, lo que ha llevado a entender lo indígena como una expresión sociocultural distinta o incluso en contraposición a la cultura dominante.
Se reconoce la existencia de pueblos indígenas en distintas regiones del mundo, como los maoríes en Nueva Zelanda o diversos grupos indígenas en América, África y Asia. En cambio, pueblos que mantienen fuertes pautas culturales previas a la expansión mundial europea, como los chinos, indios, japoneses, persas, árabes, judíos egipcios, que han desarrollado civilizaciones propias y continuas, no suelen ser clasificados como indígenas en este contexto.
En América, el término indígena se emplea de manera predominante para referirse a los pueblos originarios del continente, también llamados amerindios, indios, nativos americanos, pueblos originarios o primeras naciones.
A lo largo del tiempo, muchos de estos pueblos se han organizado en movimientos y asociaciones para reivindicar sus derechos, proteger sus territorios y preservar sus lenguas y culturas.

## Derechos indígenas

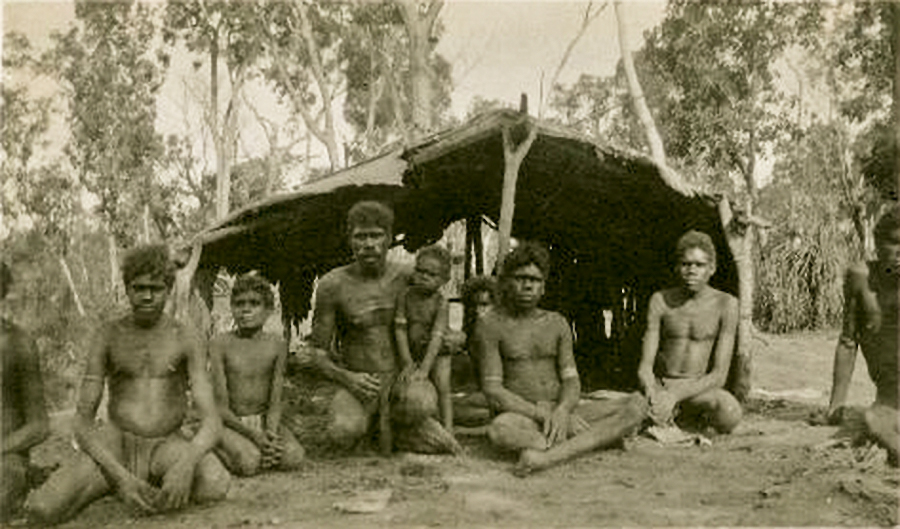
Australianos indígenas frente a un refugio arbusto en Groote Eylandt, alrededor del año 1933.

El sistema ONU sobre Derechos Indígenas ha sido desarrollado gracias a las luchas sociales históricas de los pueblos indígenas desde diferentes latitudes del mundo. Las Naciones Unidas atienden Derechos Indígenas desde el Departamento de Asuntos Económicos y Sociales (DAES), en su División de Desarrollo social inclusivo (Pueblos Indígenas ONU), así como por mandato del Consejo de Derechos Humanos.
El sistema ONU sobre Derechos Indígenas comprende:
1. Foro Permanente de las Naciones Unidas para las Cuestiones Indígenas.
2. Declaración sobre los Derechos de los Pueblos Indígenas.
3. Conferencia Mundial de Pueblos Indígenas.
4. El Grupo de Apoyo Interinstitucional (IASG en sus siglas en inglés) sobre Cuestiones Indígenas.
5. Día Internacional de los Pueblos Indígenas del Mundo.
6. Resoluciones y discusiones de la Asamblea General de la ONU sobre los pueblos indígenas.
7. Los Pueblos Indígenas y la Agenda 2030.
8. Relatora Especial sobre los derechos de los pueblos indígenas (resolución 33/12 del Consejo de Derechos Humanos de la ONU).
9. Mecanismo de Expertos sobre los Derechos de los Pueblos Indígenas.

## Convenio 169
El Convenio 169 de la Organización Internacional del Trabajo (OIT) es una ratificación a nivel  internacional sobre el reconocimiento de los pueblos indígenas y tribales en el mundo. Aunque tampoco hay una consideración específica y exacta sobre los pueblos indígenas si puede haber una norma general sobre las características de estos pueblos tal y como establece el Artículo 1 del Convenio 169:
(a) a los pueblos tribales en países independientes, cuyas condiciones sociales, culturales y económicas les distingan de otros sectores de la colectividad nacional, y que estén regidos total o parcialmente por sus propias costumbres o tradiciones o por una legislación especial;
(b) a los pueblos en países independientes, considerados indígenas por el hecho de descender de poblaciones que habitaban en el país o en una región geográfica a la que pertenece el país en la época de la conquista o la colonización o del establecimiento de las actuales fronteras estatales y que, cualquiera que sea su situación jurídica, conservan todas sus propias instituciones sociales, económicas, culturales y políticas, o parte de ellas.
2. La conciencia de su identidad indígena o tribal deberá considerarse un criterio fundamental para determinar los grupos a los que se aplican las disposiciones del presente Convenio.
3. La utilización del término pueblos en este Convenio no deberá interpretarse en el sentido de que tenga implicación alguna en lo que atañe a los derechos que pueda conferirse a dicho término en el derecho internacional.

## Los pueblos indígenas

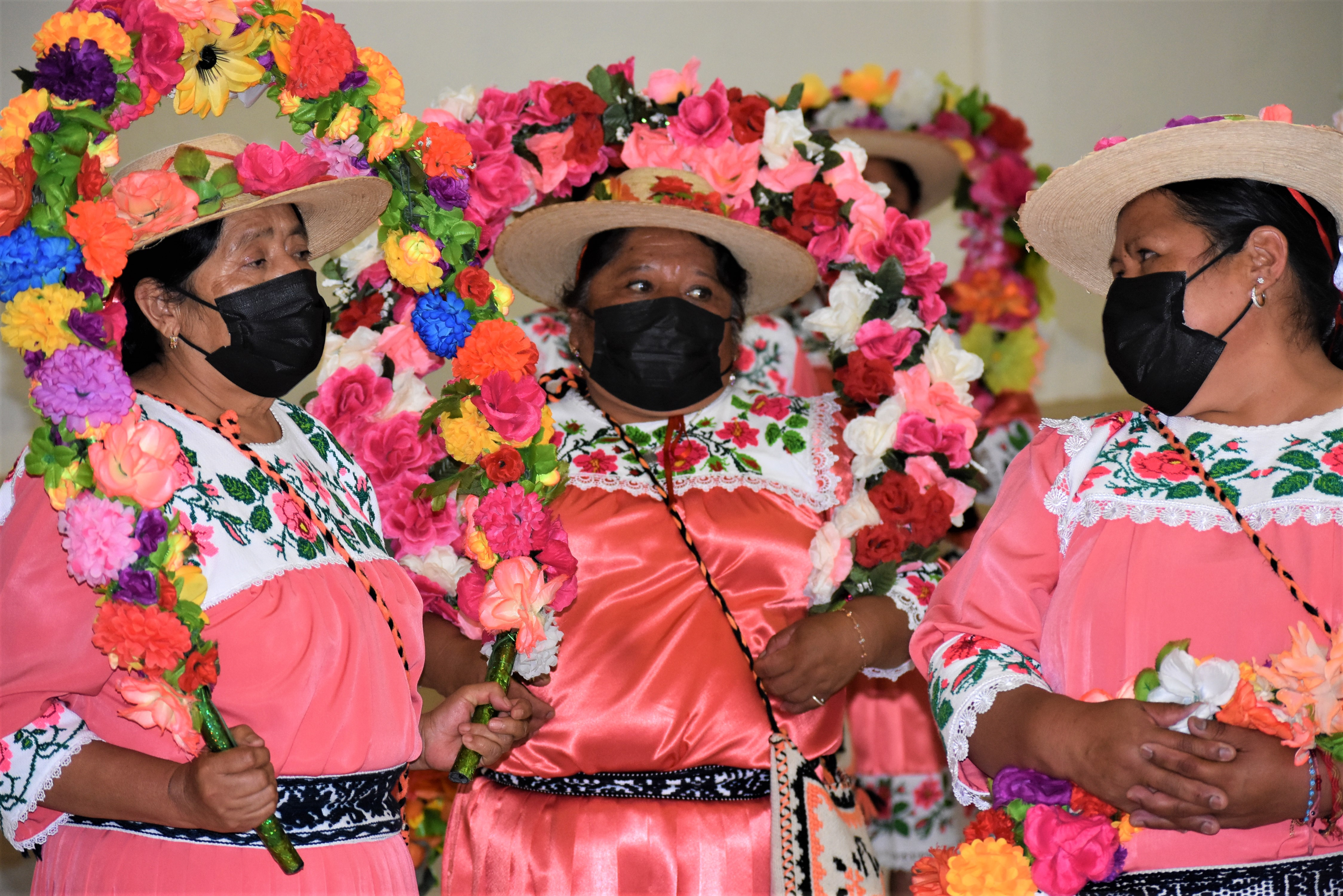
Mujeres adultas mayores Indígenas, preparan un baile tradicional en el municipio de Jiquipilco, Estado de México, México, en el Día Internacional de los Pueblos Indígenas 2022.

Por 'pueblos indígenas se entiende comunidades de naturaleza jurídica que están integradas por miembros identificados étnicamente (ciudadanos étnicos) y que presuntamente preservan culturas tradicionales y aborígenes.
La Organización de las Naciones Unidas estima en poco más de 300 millones la cantidad de indígenas que habitan en el mundo 5000 pueblos asentados en 70 países), de los cuales 50 millones residen en América. Otros criterios da una cifra de unos 350 millones de indígenas en todo el mundo, en algunos casos manteniendo sus formas ancestrales de vida. Entre ellos, los más destacados son los pueblos nómadas y en general aquellos pueblos que viven en sociedades tribales. En muchas otras ocasiones, los pueblos indígenas se han visto obligados a asimilar los patrones de vida occidentales, aunque sigan manteniendo ciertas tradiciones o el idioma.
Son más de cinco mil pueblos con su propia forma de ver el mundo, sus particularidades culturales y lingüísticas y con una voluntad cada vez más fuerte de reivindicarlas y de sentirse orgullosos de ellas, a pesar de siglos de opresión y dominación cultural, política, económica y social por parte de grupos socioeconómicos más fuertes.

## Indígenas americanos

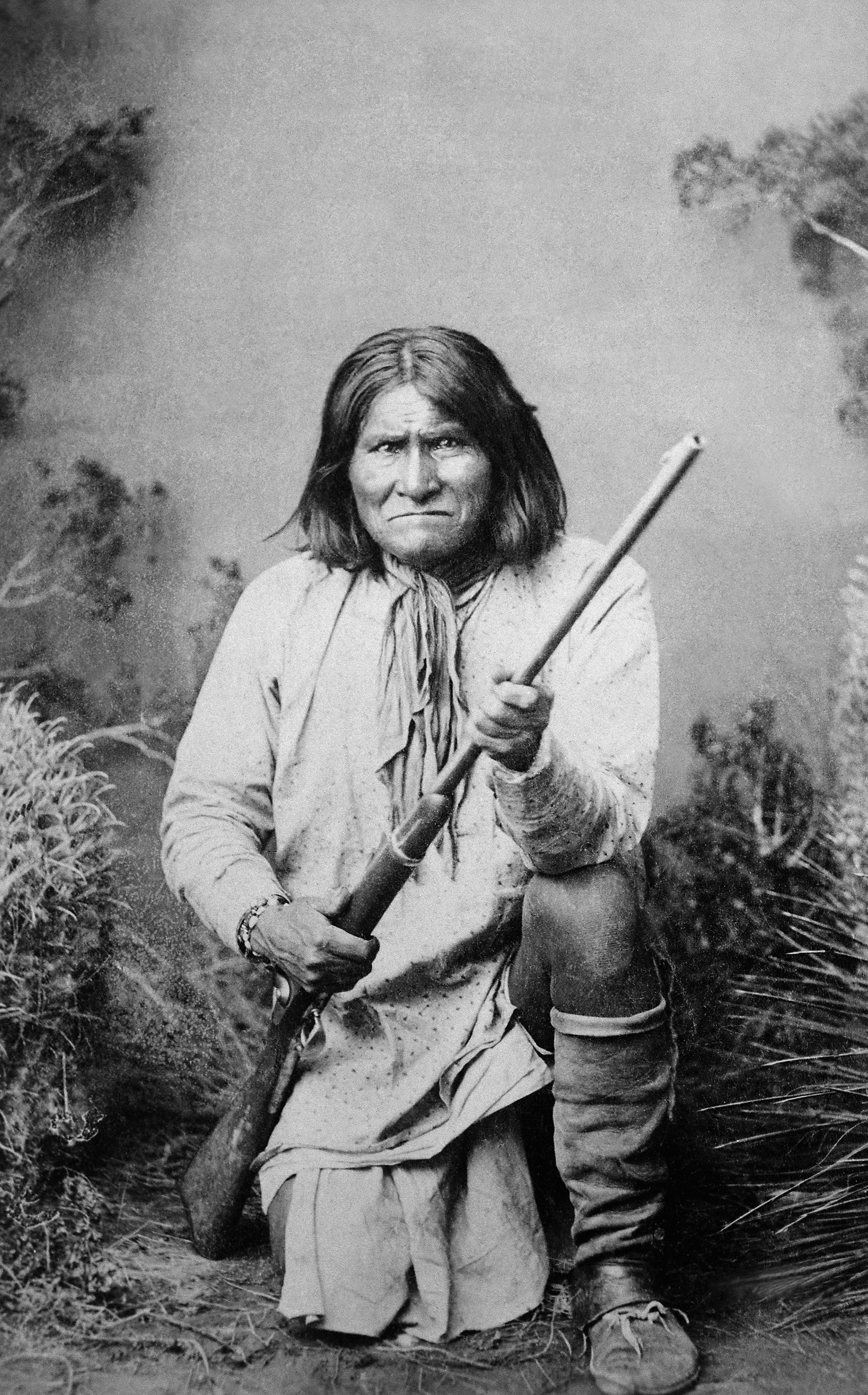
Goyaałé, caudillo indígena apache, también conocido como Gerónimo.

Los modernos indígenas son los descendientes de la población originaria del continente. Dada su enorme diversidad, se les suele agrupar en “familias” de pueblos, que comparten una ubicación geográfica, algunos rasgos culturales y, en ciertos casos, una lengua y una historia común. Este es el caso de los pueblos andinos, mayas y caribes. El porcentaje de población indígena varía enormemente de un país a otro son:
|           | Población total             | Población indígena         |            |
| --------- | --------------------------- | -------------------------- | ---------- |
| Venezuela | 31 405 207                  | 725 128                    | 2,30 %     |
| Colombia  | 48 821 405                  | 1 378 884                  | 2,90 %     |
| Ecuador   | 16 938 986 (2022)           | 1 301 887 (2022)           | 7,7 %[8]   |
| Perú      | 34 000 970                  | 4 000 000                  | 12 % [9]   |
| Argentina | 44 494 502 (2018)           | 1 059 242 (2018)           | 2,38 %     |
| Bolivia   | 11 383 094                  | 4 553 237                  | 40 %       |
| Chile     | 14 619 708 (2002)           | 692 192 (2002)             | 4,58 %     |
| Nicaragua | 5 482 340                   | 805 424                    | 14,0 %[10] |
| México    | 119 530 753 (est. 2015)[11] | 11 900 000 (est. 2014)[12] | 10 %       |
| Guatemala | 16 514 591                  | 7 431 565                  | 45 %       |
Históricamente, los pueblos indígenas de América han sido objeto de discriminación y racismo (discriminación en lengua, en condiciones laborales y salariales, discriminación sexual), situaciones que se han reflejado en matanzas, en la existencia de un trabajo servil y otras muchas formas de injusticia (sobre todo la permanencia de las condiciones de pobreza).
Hoy en día se ha retomado el problema indígena. Numerosos movimientos y organizaciones indígenas se han movilizado para alcanzar el reconocimiento de sus culturas, por ejemplo la educación intercultural y el derecho a la tierra. Es el caso del movimiento zapatista y del Ejército Zapatista de Liberación Nacional (EZLN).
La definición de la lengua indígena como dialecto es un prejuicio, una forma de discriminación que considera, erróneamente, que lenguas como el náhuatl o el otomí, por dar solo dos de los miles de ejemplos que existen, son formas de comunicarse menos complejas y menos desarrolladas que el español, el inglés o el francés: la lengua indígena es tan compleja y tan rica como cualquier otra lengua del mundo. dialecto se define, en cambio, como toda aquella variante regional (local) de una misma lengua estándar (sea esta indígena o no). Por ejemplo, el náhuatl, como lengua estándar, presenta muchas variantes dialectales, es decir, muchos dialectos: existe el náhuatl mexicano, el náhuatl guatemalteco y, dentro del propio México, existen el náhuatl del Estado de México (mexiquense), el que se habla en el estado de Hidalgo, el que se habla en el Puebla, etcétera. El advenimiento de la independencia no contribuyó a cambiar esta situación; muy por el contrario, en muchos casos la agudizó. Otra lengua indígena importante es el quechua, hablado por casi 14 millones de personas en países como Ecuador, Bolivia, etc. 

### Pueblos indígenas de América (por país)
- Pueblos indígenas de Argentina
- Pueblos indígenas de Belice
- Pueblos indígenas de Brasil
- Pueblos indígenas de Bolivia
- Pueblos indígenas de Canadá
- Pueblos indígenas de Chile
- Pueblos indígenas de Colombia
- Pueblos indígenas de Costa Rica
- Pueblos indígenas de Ecuador
- Pueblos indígenas de El Salvador

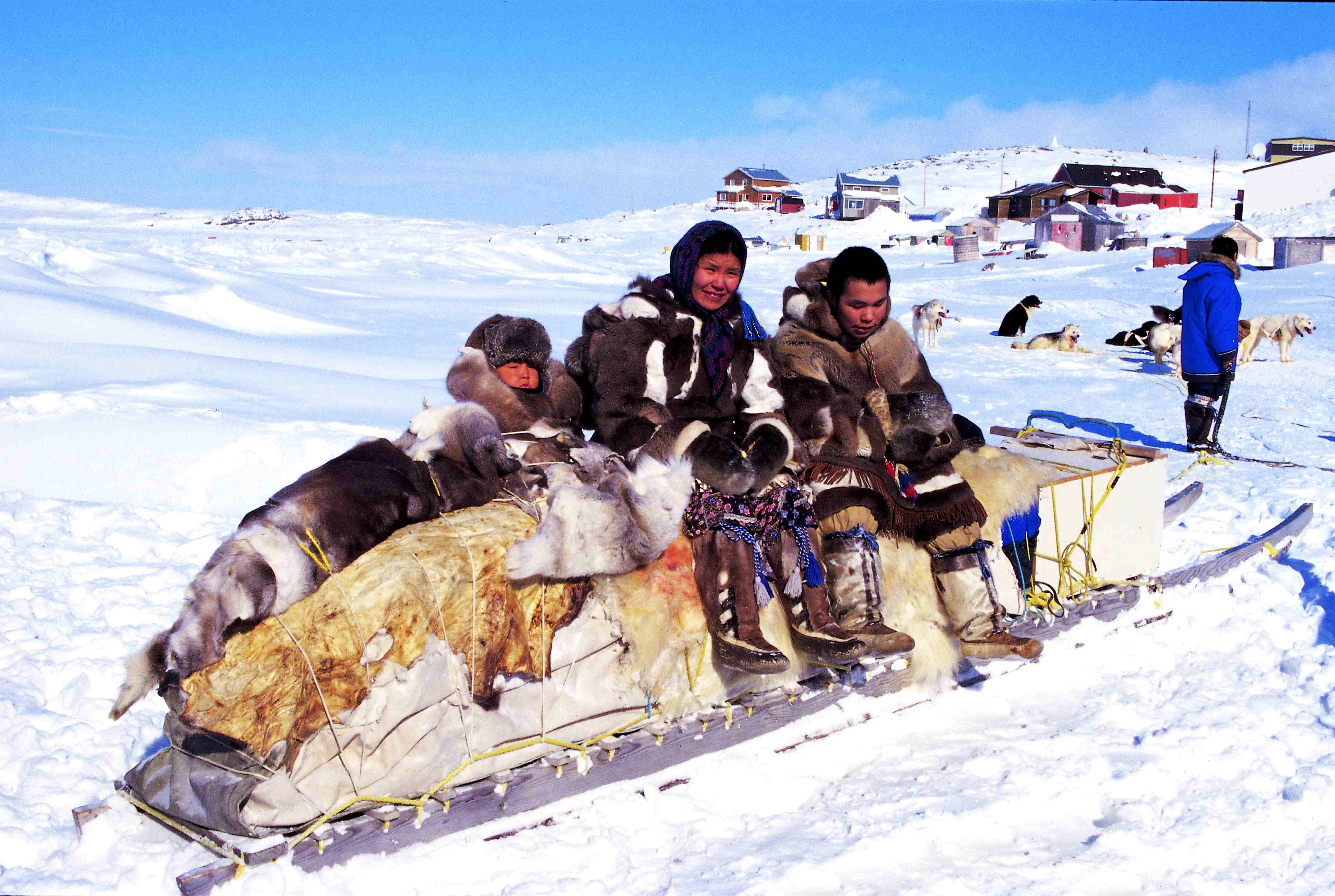
Inuits en un qamutik (trineo de perros) tradicional, cabo Dorset, Canadá.

- Pueblos indígenas de Estados Unidos
- Pueblos indígenas de Guatemala
- Pueblos indígenas de Honduras
- Pueblos indígenas de México
- Pueblos indígenas de Nicaragua
- Pueblos indígenas de Panamá
- Pueblos indígenas de Paraguay
- Pueblos indígenas de Perú
- Pueblos Indígenas de Uruguay
- Pueblos indígenas de Venezuela

### El términoindio

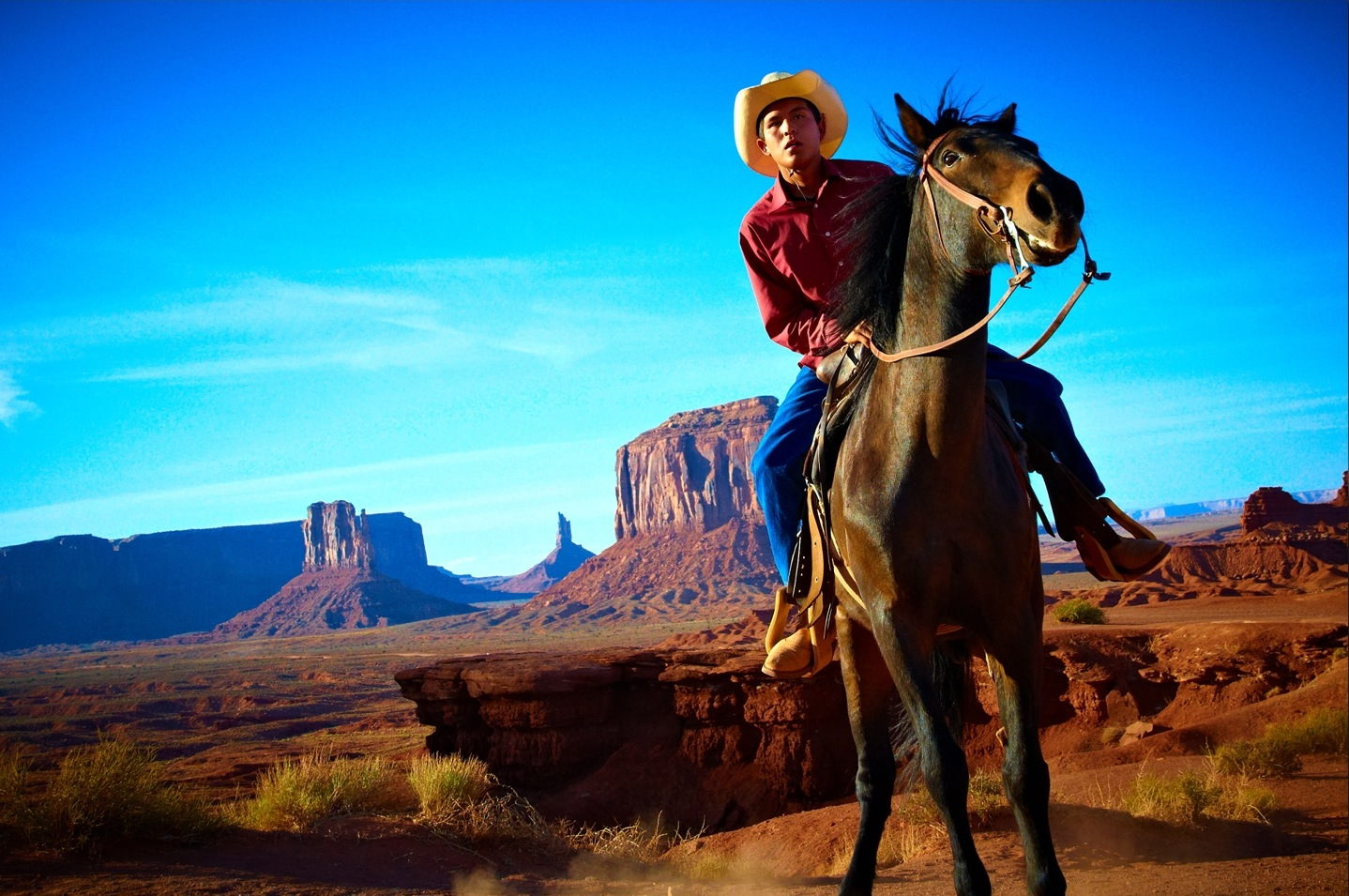
Un hombre navajo a caballo en Monument Valley, Arizona.

Dentro del conjunto general de pueblos indígenas del mundo, y en ausencia de otras referencias específicas, se entiende que el uso de la palabra indígena se refiere por antonomasia a las poblaciones de América que son continuidad de pueblos autóctonos que, desde grupos cazadores-recolectores amazónicos hasta altas culturas andinas o mesoamericanas con organización estatal, ya estaban presentes en el continente antes de la colonización europea iniciada el 12 de octubre de 1492.
En este uso, los términos amerindio y, en menor medida, indígena han venido a reemplazar al antiguo y ambiguo término indio.
Los europeos llamaron indios a los nativos de las islas del mar Caribe debido a que, desde los viajes de Cristóbal Colón, creían que este había llegado a la India, en Asia, generando un equívoco que perduró en el tiempo y que, posteriormente, daría lugar a que los territorios americanos fueran conocidos inicialmente como las Indias por los españoles recién llegados allí. Los ingleses denominaron "West Indies" (Indias Occidentales) sólo a las islas del Caribe que colonizaron (no así a sus colonias en tierra firme del continente americano). Tuvieron que anteponer lo de "West" para distinguirlas de las otras colonias que tenían en la verdadera India asiática y aún más al este, a cuyos territorios lógicamente denominaron "East Indies" (Indias Orientales). En general, los habitantes autóctonos de las tierras al oeste del Atlántico fueron en adelante conocidos en español como indios, aunque actualmente suelen preferirse términos como "amerindios" u otros; y en inglés el término "indians" también cede en preferencia frente a otros asimismo más eufemísticos y menos ambiguos, como por ejemplo "Native American" en los Estados Unidos de América.
Entre numerosos movimientos nativos amerindios también ha perdido crédito la designación indígena en favor de términos de autoafirmación como originario. De esta forma, muchos grupos que antes se identificaban genéricamente como indígenas ahora lo hacen como originarios o recurriendo directamente a etnónimos tradicionales o en sus lenguas vernáculas.

### El movimiento indígena
Los movimientos indígenas surgidos en el siglo XX le han conferido un significado distinto a las palabras indio e indígena. En el contexto de estos movimientos, particularmente luego de la Declaración de Barbados I: Por la liberación del indígena de 1971 y de la Declaración de Barbados II de 1977, estas formas de autodenominarse comenzaron a expresar una actitud política que les confiere una identidad más allá de sus respectivas ciudadanías étnicas (como indios nos conquistaron, como indios nos liberaremos). Incluso grupos no americanos se consideran también indígenas, como el caso de los grupos lapones del norte de Europa, quienes se consideran incluidos en la idea de naciones sin territorio que campea en la noción indígenas. El identificarse con un nombre antes considerado discriminatorio es, como se mencionó, una actitud política, una actitud ante el poder que le da unidad a un movimiento conformado por una gran diversidad de grupos étnicos que han reivindicado desde el respeto a sus derechos culturales hasta la autonomía política, pasando por un nuevo concepto a la dignidad del concepto cultural y étnico de lo indígena en América Latina.
Aunque en términos generales en Europa no se entiende que las etnias europeas más antiguas sean indígenas, en sentido estricto, algunos pueblos europeos, como los lapones, han reclamado para sí su condición de indígenas, y exigido a las autoridades de las naciones europeas el respeto hacia sus derechos y autonomía.
En 1969 un artículo del escritor Normal Lewis denunciando el genocidio de indígenas brasileños suscitó la creación de Survival International, la principal organización internacional en defensa de los derechos de los pueblos indígenas.

### Indígenas de Asia
Los aborígenes gaoshan de Taiwán, los ainu de Japón y Rusia. Otra región poblada por pueblos ancestrales de organización pre-estatal son las montañas al norte de Indochina en el Sureste asiático, actualmente ocupado por Birmania, Tailandia, Laos, Vietnam y SE de China, se usan multitud de denominaciones que frecuentemente cambian de país a país, el siguiente cuadro resume alguna de las denominaciones:
|       | Tailandia | Laos  | Myanmar | Vietnam | China |
| ----- | --------- | ----- | ------- | ------- | ----- |
| Lahu  | Musur     | Musur | Muhso   | Cosung  | Lahu  |
| Akha  | Ikaw      | Kaw   | Kaw     | Hanhi   | Hani  |
| Lisu  | Lisaw     |       | Lishaw  |         | Lisu  |
| Hmong | Maew      | Maew  | Myanung | Hmong   | Miao  |
| Mien  | Yao       | Yao   | Yaung   | Dao     | Yao   |

### Indígenas de Europa

#### Sami

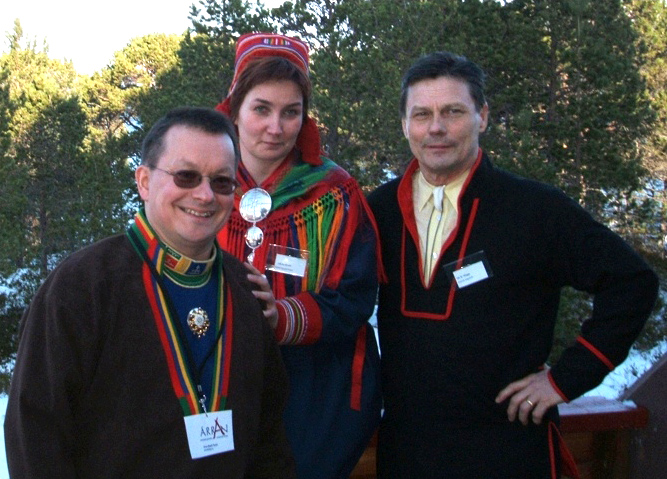
Sven-Roald Nystø, Aili Keskitalo y Ole Henrik Magga, los tres primeros presidentes del parlamento de los saamis noruegos.

Aunque en términos generales en Europa no se entiende que las etnias europeas más antiguas sean indígenas, en sentido estricto, algunos pueblos europeos, como los sami (pueblo lapón), han reclamado para sí su condición de indígenas, y exigido a las autoridades de las naciones europeas respeto por sus derechos y autonomía.
El pueblo lapón, saami o sami habita en Laponia, una región que se extiende por el norte de Noruega, Suecia, Finlandia y la península de Kola, al noroeste de Rusia. Son aproximadamente unas 80 000 personas. No existen estadísticas oficiales de su población, pero se estiman que viven unos 50 000 en Noruega, 20 000 en Suecia, 10 000 en Finlandia y aproximadamente 2000 a 3000 en Rusia.
Los arqueólogos han hallado evidencia del poblamiento de las costas árticas escandinavas desde hace 11.000 años hasta hace 6000 años por un pueblo que vivía de la pesca y la caza de renos salvajes. También han encontrado cerámicas de los antepasados de los lapones que datan de hace 3500 años. Actualmente se considera a los lapones como la población aborigen de Escandinavia y reivindican sus derechos como pueblo indígena.
Noruega, que alberga a la mitad de la población Sami, ha reconocido a esta población como una etnia indígena de acuerdo con las resoluciones de la ONU.

#### Nenets
Los nenets (sobrevivientes de los samoyedos) y komis son otros pueblos indígenas que viven cercano a los montes Urales, son pueblos nativos que han sido considerados indígenas por la Federación Rusa, conservando su lengua y sus costumbres ancestrales.

#### Otros casos
Actualmente existe en Europa una creciente influencia por parte de la religión del Odinismo Asatrú, que aunque sus practicantes actuales no son "indígenas" por el sentido pre-cristiano, el origen de esta religión es nativo de la Europa nórdica. Su crecimiento ha sido tan extenso que Islandia, un país o estado de origen totalmente vikingo, la ha incluido en sus religiones oficiales.
También, aunque no son indígenas en sentido estricto los actuales hablantes de lenguas célticas (gaélico escocés, irlandés, córnico, manés), anteriores a las invasiones romana y germana, ubicados en ambientes relictos de las Islas Británicas (Reino Unido, Irlanda, Isla de Man), conservan elementos que los acercan a una preservación propia de esta clase de pueblos.
Existe discusión acerca de si debe considerarse a los vascos como un pueblo indígena. Algunos sostienen que pueden ser calificados como tal, atendido a que su origen étnico es distinto y anterior a otros pueblos más cercanos. Otros, en cambio, no comparten esta opción debido a que, a diferencia de otros pueblos, varios grupos y personas de origen vasco participaron en actos de colonización tanto dentro como fuera de Europa, aunque no haber participado en colonizaciones propias o ajenas no suele ser un prerrequisito conceptual para definir una etnia indígena.
También se ha dado el carácter de "indígenas" en un sentido especial del término a otras minorías étnicas europeas, como los livonios de Letonia, los albaneses, o los sorabos de Alemania.

### Indígenas de Oceanía

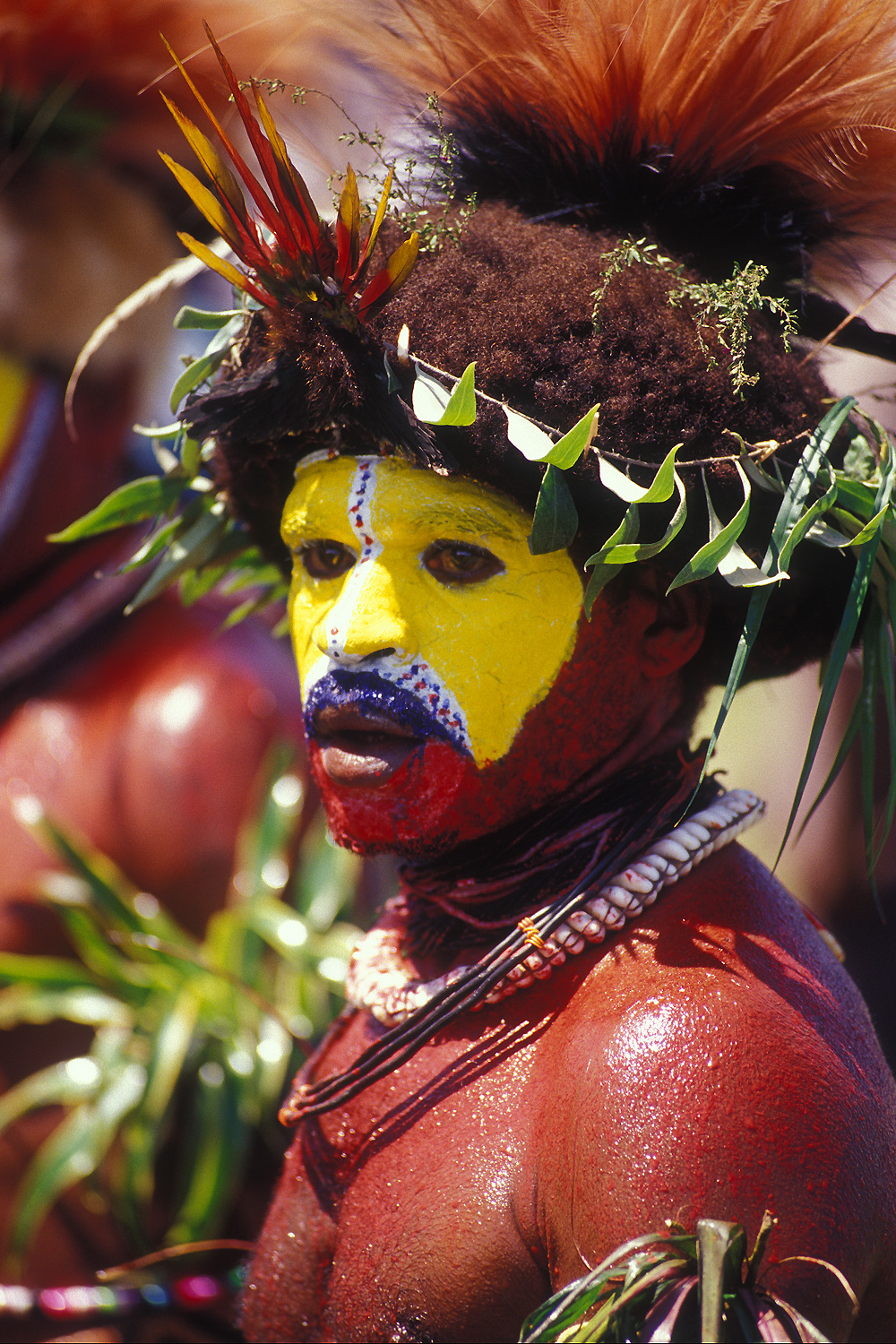
Hombre huli de las tierras altas del sur de Nueva Guinea.

Muchas de los países basados en las islas del Pacífico estaban pobladas originalmente por pueblos polinesios, melanesios y micronesios y fueron sus únicos pobladores durante varios miles de años.
La expansión colonial europea por parte de los imperios de ultramar supuso la introducción de formas de gobierno nuevas ajenas a los indígenas. Durante el siglo XX muchas de las colonias europeas accedieron a la independencia en la época de la descolonización. Sin embargo, muchos de los nuevos estados surgidos de esta manera, siguen siendo controlados o condicionados por gobiernos extranjeros y personas que viven fuera del Pacífico. Algunos ejemplos de pueblos gobernados foráneamente incluyen a los Chamorros de Guam, las Islas Marianas del Norte y las Islas Marshall.
En la mayor parte de Oceanía, a diferencia de lo que ocurre en América, los habitantes autóctonos superan en cantidad de población a los descendientes de los colonos (excepto en Australia, Nueva Zelanda y Hawái). De acuerdo con el censo australiano de 2001, los aborígenes australianos suman el 2,4 % de la población total, mientras que en Nueva Zelanda el 14,6 % de la población se identifica, al menos parcialmente, como indígenas maoríes.

## Movimientos indígenas

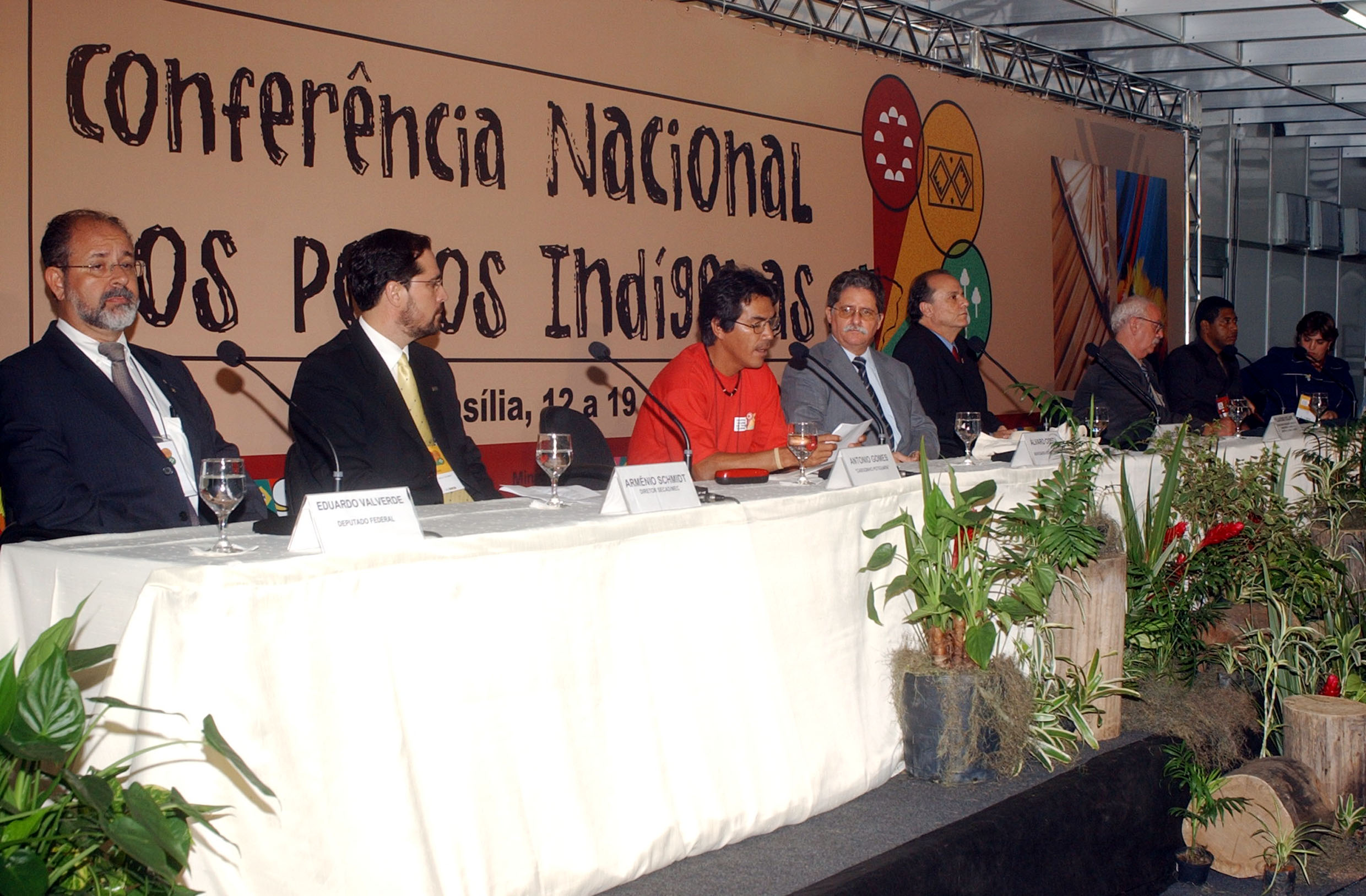
Conferencia Nacional de Pueblos Indígenas en Brasil.

En diversas partes del mundo y muy especialmente en América los indígenas se han creado organizaciones y llevado adelante acciones con el fin de defender y promover los derechos de los pueblos indígenas, habitualmente marginados y afectados por la discriminación en las sociedades modernas.
Los pueblos indígenas suelen movilizarse a partir de sus etnias originarias y las estructuras comunitarias en las que se encuentran organizados, pero habitualmente establecen organizaciones y redes de acción interétnicas de alcance local, nacional, subregional, continental e incluso global.
Entre los ámbitos indígenas más importantes del movimiento indígena, puede mencionarse el Foro Permanente sobre Cuestiones Indígenas de las Naciones Unidas, las sucesivas Cumbres de Pueblos Indígenas de América, los congresos indígenas, etc.
Muchos países contienen en sus constituciones el reconocimiento de los derechos específicos de los indígenas, usualmente relacionados con el derecho a la autonomía, la propiedad de la tierra y la reforma agraria, la discriminación y la protección de las culturas e idiomas indígenas. También resulta habitual encontrar leyes especiales para garantizar los derechos de los indígenas. En algunos países (Argentina, Australia, Bolivia, Canadá, Chile, Dinamarca, Estados Unidos, Guatemala, México, Nicaragua, Nueva Zelanda, Panamá, Perú, Venezuela, etc.) existen instituciones políticas destinadas a garantizar grados de autonomía para los pueblos indígenas.
Muchos de los derechos de los indígenas derivan de su condición del hecho de que son culturas previas a la constitución de los estados en los que viven. Esta cuestión de la «preexistencia» ha dado lugar a debates de índole constitucional y política sumamente difíciles.
Muchos consideran que la actitud de discriminación de las personas indígenas es una falta de respeto incluso hacia quienes en la actualidad nadie consideraría indígenas, pues las raíces indígenas están en los orígenes de la mayor parte de los habitantes de dichos estados.
En 1969 un artículo del escritor Normal Lewis denunciando el genocidio de indígenas brasileños suscitó la creación de Survival International, la principal organización internacional en defensa de los derechos de los pueblos indígenas.

### El indigenismo
El indigenismo es una corriente cultural, política y antropológica concentrada en el estudio y valoración de las culturas indígenas, y cuestionamiento de los mecanismos de discriminación y etnocentrismo en perjuicio de los pueblos indígenas.
El indigenismo tiene sus raíces en las ‘políticas de indios’ de la época virreinal, cuando se consideraba que ese sector debía gobernarse con leyes específicas vinculadas a sus particulares creencias, formas de gobierno, estratificación social, etc. Es a finales del siglo XIX y principios del XX, con la reivindicación de las culturas originales por parte de algunos intelectuales, cuando comienzan a crearse instituciones y leyes que pretenden la salvaguarda de los valores indígenas. Sin embargo, lo que comenzó como un movimiento cultural, pronto pasó a ser una plataforma política que nunca contó con representantes indígenas y que fue absorbida por los planes y promesas de los distintos gobiernos en América Latina.

## Indígenas en la actualidad

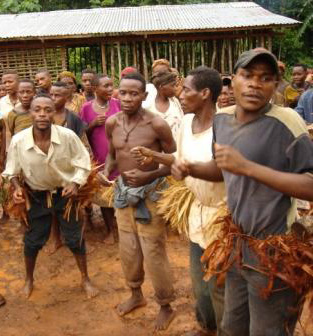
Danzantes Baka en la Región del Este (Camerún).

Existen muchos grupos indígenas en América, siendo Bolivia el país con una población indígena del 60 %, donde representan un mayor porcentaje de la población indígena de Latinoamérica. En Guatemala, por su parte, el 40 % de población son indígenas maya. En el caso de Perú el 33 % de la población es indígena. Los indígenas representan alrededor del 30 % y 12% de la población de México y de Chile respectivamente según estimaciones de mediados de la década de 2010. En otros países, como Argentina y Ecuador el 2 % y 25 % de la población es amerindia respectivamente. En Colombia la población indígena es alrededor del 3,48 %, países como Venezuela y Paraguay tienen apenas alrededor del 2 % de población indígena, son poblaciones minoritarias.
En Brasil, la población indígena se concentra especialmente en las zonas remotas del occidente, difícilmente accesibles y que desde algunos paradigmas se consideran poco desarrolladas, posturas que cuestionan ONG como Survival International. Estas regiones son la Amazonía, Mato Grosso y áreas vecinas a estas, puesto que de los territorios costeros están totalmente extintos, ya sea por mestizaje u otras razones.
En México el país con mayor población nativa, la población indígena está distribuida por toda la nación pero se concentra especialmente en la sierra Madre del Sur, la península de Yucatán y en las zonas más remotas y de difícil acceso, tales como la Sierra Madre Oriental, la Sierra Madre Occidental y áreas vecinas a estas, es numerosa la población indígena en México debido al persistencia etnica en el país, pero la presencia de los nativos mexicanos dentro de la identidad nacional está muy presente, por el alto desarrollo de las culturas mesoamericanas; al igual que sucede en Bolivia y Guatemala. En México el estado con mayor población indígena es Oaxaca y el que tiene mayor población indígena dentro de su propio territorio es Yucatán, grupos étnicos como los zapotecos, mayas, nahuas, purépechas, mixtecos, yaquis, kikapúes y otomíes han logrado mejorar sus condiciones de vida y se han adaptado fácilmente a la cultura del comercio y la globalización; a pesar de los esfuerzos realizados por diferentes organismos gubernamentales y no-gubernamentales en pro del reconocimiento legal de la cultura y de la calidad de vida de los pueblos originarios de México, existe aún en otros grupos indígenas con un alto grado de marginación, discriminación, desnutrición y pobreza extrema que los está llevando a la extinción de su cultura y a graves impactos en su salud física y mental, situación que se extiende a muchas otras etnias indígenas y tribales en el mundo a las que se impone un no pocas veces criticado modelo de «progreso».
En Perú, la población indígena se encuentra en todo el país aunque en minorías, pero donde más se centra es en la cordillera de los Andes (Sierra) y en la Amazonía del Perú (Selva), siendo la Costa donde la mayoría de la población es mestiza y castiza. El 38 % de la población peruana vive en la sierra y apenas el 9,4 % en la selva, mientras que el 52,6 % de la población peruana vive en la costa, siendo la región con menos población indígena debido al mestizaje.

## Indígenas no contactados
Es el nombre que reciben las comunidades indígenas en aislamiento geográfico, debido a que se encuentran en zonas naturales de difícil acceso humano; por ejemplo, en medio de grandes selvas o bosques. Existen varios pueblos no contactados alrededor del mundo; principalmente en Brasil, Papúa Nueva Guinea, Perú, Bolivia, India y África ecuatorial, pero algunos investigadores creen que puedan existir pequeños grupos en áreas remotas aún no exploradas.
La gente de estas comunidades vive de la caza y la recolección principalmente. Su entorno natural les provee alimento, vestimenta, techo y entretenimiento, razón por la que no tienen necesidad de abandonar su forma de vida. 
Contrario a los mitos que circulan, sus habitantes no suelen ser agresivos ante la presencia de foráneos, salvo algunas comunidades que sí optan por mantener alejada a toda persona desconocida mediante lanzamiento de flechas y/o piedras. Un ejemplo de ello se suscita en la isla Sentinel del Norte, donde su tribu aislada prohíbe el ingreso a todo individuo foráneo. El gobierno de la India pide respeto ante esta comunidad que simplemente desea vivir sin disturbios.